# Futebol da Argentina

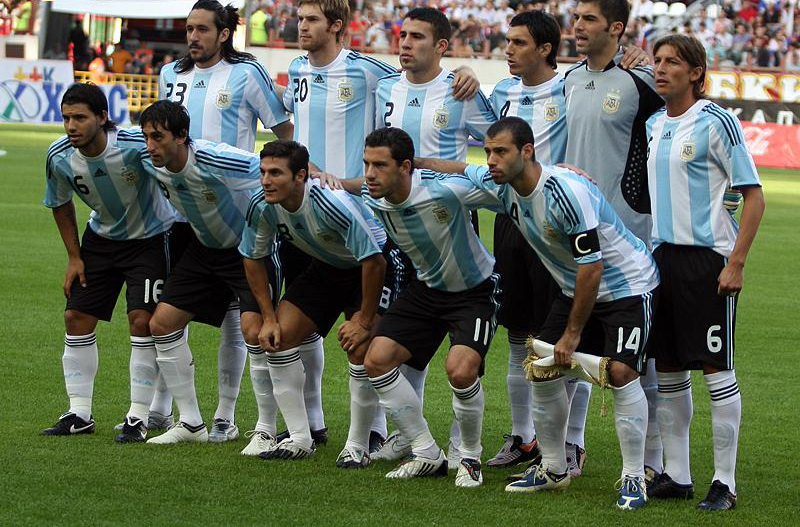
Seleção nacional de futebol da Argentina em 2009

O futebol da Argentina é o esporte mais popular: o que tem mais jogadores federados (900.000 em 2019, equivalente a 2,1% da população) e mais praticada pela população masculina em recreativa federados ou não, desde a infância, em que atinge quase todos, até os sessenta anos. Nove em cada dez pessoas disseram a ser adeptos de uma equipe de futebol. Na linguagem popular do país, também comumente utilizado expressões "fóbal, fúbol e fulbo" para designar o esporte.
A Asociación del Fútbol Argentino (AFA) foi criado em 1893. É a oitava mais antiga do mundo. O Campeonato Nacional da Argentina é o terceiro mais antigo do mundo, atrás das ligas britânica e holandesa.
A Argentina é uma dos oito seleções que conquistou a Copa do Mundo, ganhando-a em três ocasiões (1978, 1986 e 2022) e atingindo vice-campeonato em outras três (1930, 1990 e 2014). Obteve também duas medalhas de ouro em olimpíadas (2004 e 2008) e duas de prata (1928 e 1996), dezesseis vezes a Copa América (1921, 1925, 1927, 1929, 1937, 1941, 1945, 1946, 1947, 1955, 1957, 1959, 1991, 1993, 2021 e 2024), uma vez a Copa das Confederações FIFA (1992) e seis vezes a Copa do Mundo Sub-20 (1979, 1995, 1997, 2001, 2005 e 2007). 
Os clubes de futebol argentino são os que ostentam o maior número de conquistas da Taça Intercontinental (9) e da Libertadores da América (25), oito deles campeões da principal competição continental: Argentinos Juniors, Boca Juniors, Estudiantes, Independiente, Racing, River Plate, San Lorenzo e Vélez Sarsfield, exceto Argentinos Juniors e San Lorenzo, todos os listados campeões da antiga Copa Intercontinental, um total 
de seis clubes, nenhum no atual formato da Copa do Mundo de Clubes da FIFA. 
Somados os êxitos desportivos da representação nacional e os de seus clubes, o futebol argentino é um dos mais laureados do mundo.
O futebol feminino organiza campeonatos nacionais desde 1991. O selecionado argentino de futebol feminino obteve seu melhor resultado ao coroar-se campeão sul-americano em 2006.
Na Argentina também se pratica de forma muito difundida o futsal (futebol de salão cinco jogadores). As conquistas mais importantes da seleção argentina de futsal foram: na Associação Mundial de Futsal (AMF), os campeonatos mundiais de 1994 e 2019; na FIFA, conquistou o Copa do Mundo de Futsal de 2016, a Copa das Confederações de Futsal de 2014 e três campeonatos da Copa América de Futsal em 2003, 2015 e 2022. Dentro da variedade de futsal, a Argentina se destaca na modalidade de futebol para cegos. A seleção nacional, chamada de Os Morcegos, conquistou duas vezes o campeonato mundial, dos quatro realizados desde 1998 e a medalha de prata no Jogos Paraolímpicos de 2004, em Atenas.
Finalmente, no país também se pratica o futebol de praia. A Argentina foi uma das quatro participantes, com Brasil, Estados Unidos e Itália, que organizaram a primeira competição internacional em Miami em 1993. Participou de todos os campeonatos mundiais não-oficiais organizados desde 1995 obtendo sua melhor posição em 2001, quando chegou em terceiro.
Do ponto de vista dos elementos de jogo, na Argentina se inventou em 1931, na cidade de Bell Ville a bola de futebol moderna, com câmara de ar com bico, conhecida originalmente com o nome de superball.

## História

### O início

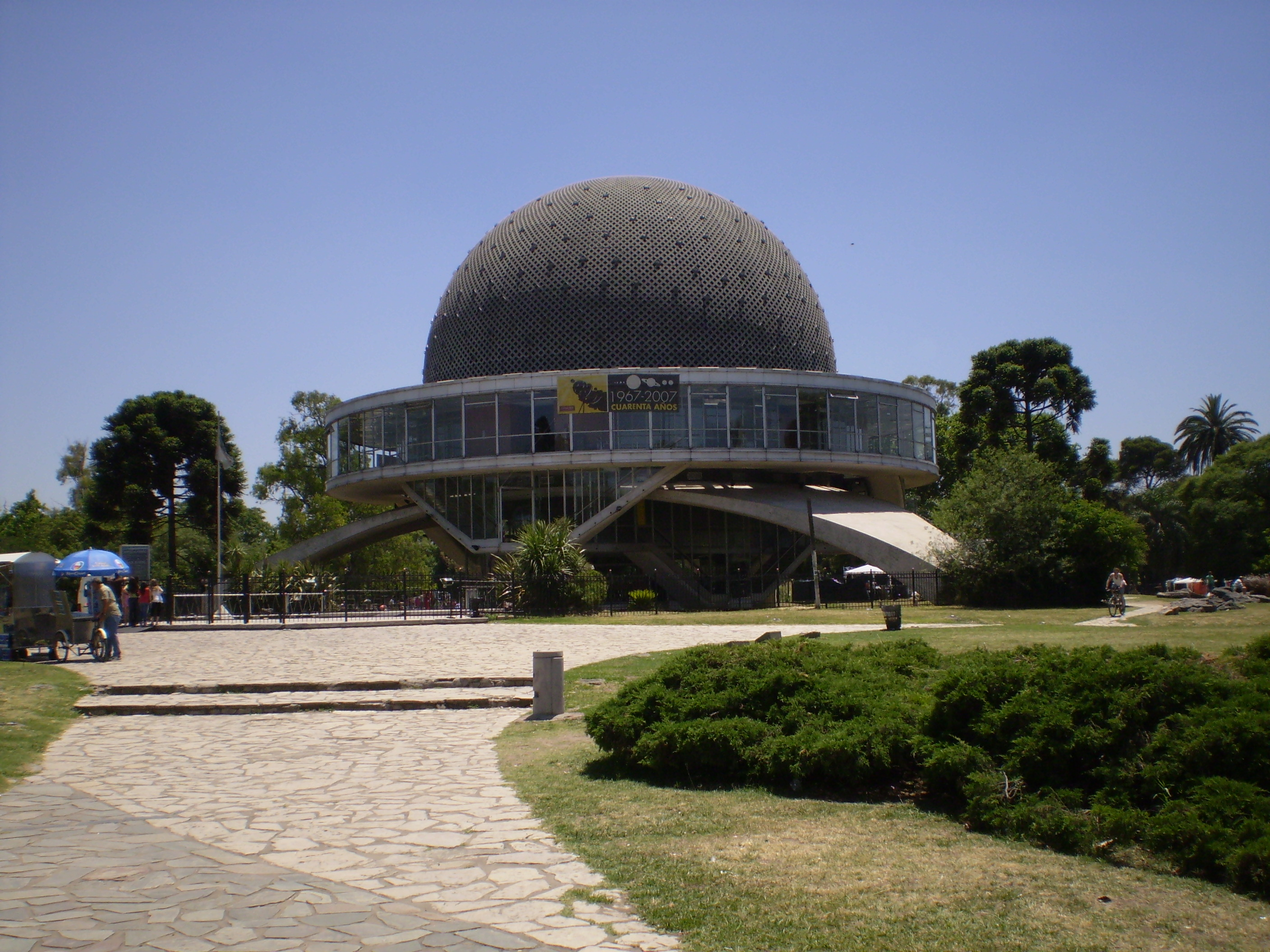
A primeira partida de futebol na Argentina foi jogada em Buenos Aires em 20 de junho de 1867, onde hoje se encontra o Planetário. Um monolito recorda o lugar.

Se considera o 20 de junho de 1867 como data de início do futebol argentino. Esse dia se jogou em Buenos Aires a primeira partida de futebol formalmente organizada entre habitantes do país. A partida foi convocada pelo Buenos Aires Cricket Club, iniciativa dos irmãos Thomas e James Hogg, que enfrentou ao Buenos Ayres Football Club, fundado para a ocasião uns dias antes, o primeiro clube de futebol argentino. O encontro se jogou nos bosques de Palermo, no lugar onde hoje se encontra o Planetário, apenas quatro anos depois que foi jogado a primeira partida de futebol moderno no mundo, segundo as regras de 1863. Desde então e durante várias décadas o futebol se praticou nos clubes e escolas fundados pelos imigrantes britânicos.
Em 1891 se criou a primeira associação de futebol na Argentina: The Argentine Association Football League. A mesma teve uma existência fugaz, mas organizou o primeiro campeonato oficial no que resultou campeão o Saint Andrew's Scots School. Dois anos depois, em 21 de fevereiro de 1893, o escocês Alejandro Watson Hutton, considerado o pai do futebol argentino, fundou a liga definitiva, The Argentine Association Football League (homônima da associação fundada em 1891), que com sucessivas mudanças de nome adotaria finalmente a denominação de Asociación del Fútbol Argentino, a oitava associação de futebol a ser criada no mundo. Esse mesmo ano organizou um novo campeonato argentino, mantido desde então; o segundo mais antigo do mundo, fora das Ilhas Britânicas, logo depois da Holanda (1889), e precedendo a Bélgica (1896), Itália (1898) e Alemanha (1903).

### Jogadores destacados de sua história
Entre os jogadores que se destacaram internacionalmente se encontram Diego Maradona, Alfredo Di Stéfano, Omar Sívori, Lionel Messi, Raimundo Orsi, Renato Cesarini, Luis Monti, Adolfo Pedernera, Humberto Maschio, José Manuel Moreno, Osvaldo Ardiles, Gabriel Batistuta,Roberto Ayala, Jorge Valdano, Mario Kempes, Ariel Arnaldo Ortega ,Javier Zanetti, Juan Sebastián Verón, Pablo Aimar, Hernán Crespo, Javier Saviola, Carlos Tévez, Juan Román Riquelme, Daniel Passarella, Américo Tesoriere, Ubaldo Matildo Fillol, Amadeo Carrizo, Juan Pablo Sorín, Diego Simeone.
Alguns dos jogadores argentinos que se consagraram como estrelas pelo público argentino, são Ricardo Bochini, José Omar Pastoriza, Carlos Bianchi, Ángel Labruna, Norberto Alonso, José Sanfilippo, René Pontoni, Carlos Babington, Miguel Brindisi, Roberto Perfumo, Orestes Osmar Corbatta, Silvio Marzolini, Francisco Varallo, Claudio Borghi, Aldo Pedro Poy, Edgardo Di Meola, Gerardo Martino, Omar Palma, Juan Ramón Verón, Carlos Bilardo, Daniel Willington, Luis Fabián Artime, Hugo Gatti, Edgardo Andrada, entre muitos outros. 
Alguns dos jogadores estrangeiros que tenham sido consagrado como estrelas pelos argentinos são públicas, Arsenio Erico (Paraguai), topo marcador do futebol argentino, Severino Varela (Uruguai), Ricardo Pavoni (Uruguai), José Luis Chilavert (Paraguai), Celso Ayala (Paraguai), Marcelo Salas (Chile), Enzo Francescoli (Uruguai), Luis Cubilla (Uruguai), Delem (Brasil), Julio Meléndez (Peru), Isidro Lángara (Espanha), Ángel Zubieta (Espanha), Óscar Córdoba (Colombia), Jorge Bermúdez (Colombia), Mauricio Serna (Colombia), Iván Córdoba (Colombia), Radamel Falcão Garcia (Colombia).

### Organização
Na Argentina existem aproximadamente entre 250 e 300 clubes, entidades formalmente privadas sem fins lucrativos, que participam de sete torneios principais, organizados em pirâmide e regulamentados pela Associação do Futebol Argentino. A eles devem ser adicionados mais de 3.300 clubes que jogam nas mais de 250 ligas regionais associadas à AFA, que disputam a entrada na pirâmide nacional de qualificação. A maioria dos atuais clubes de futebol argentinos surgiu na primeira década do século XX.
Os torneios nacionais de futebol masculino na Argentina cobrem um total de cinco categorias. A categoria mais alta é a Primera División, competição que historicamente se caracterizou por apresentar certa instabilidade em relação ao seu modo de disputa. Abaixo da Primera División e da Primera Nacional, que é a segunda categoria do futebol argentino, os campeonatos são divididos em dois ramos diferentes. O primeiro deles, que inclui os torneios Primera B, Primera C e Torneo Promocional Amateur, representa a rota de promoção-rebaixamento da categoria seguida pelos clubes diretamente filiados à AFA. A segunda vertente, que inclui o Torneio Federal A e o Torneio Regional Federal, representa, por sua vez, a rota de promoção-remoção de categoria para os clubes indiretamente filiados à AFA por meio das Ligas Regionais, que são reunidas no Conselho Federal de Futebol Argentino, órgão interno da Associação do Futebol Argentino.
No final da década de 1960 e com o objetivo de federalizar a competição, os clubes indiretamente filiados à AFA foram integrados a um sistema competitivo nacional. Foi a partir de 1967 que, além do torneio regular renomeado Campeonato Metropolitano, foram organizados três concursos: o Campeonato Nacional, o Torneio Regional e o Torneio Promocional (posteriormente abandonado). Ainda, por força da Resolução 1.309, promulgada em 15 de agosto de 1979, os clubes indiretamente filiados à AFA que se classificaram para a fase final em duas das três edições consecutivas do Campeonato Nacional, retroativamente. Com a criação do Campeonato Nacional B em 1986, os clubes indiretamente filiados à AFA, passaram a disputar regularmente os campeonatos da mais alta categoria, numa estrutura de promoção e despromoção.
Durante a fase amadora (1891-1934) os torneios da Primera División eram limitados à participação de clubes da Cidade de Buenos Aires, Grande Buenos Aires e La Plata. Excepcionalmente, participaram clubes de outras regiões: Rosario Athletic, em 1894; Lobos Athletic, em 1894, 1898 e 1899; e Reformer, de Campana, de 1905 a 1909. Nesta etapa, entre as federações oficiais e dissidentes, foram disputadas 43 temporadas, com um total de 54 campeonatos, todos eles reconhecidos pela AFA. 19 clubes diferentes foram coroados campeões, sendo os mais bem sucedidos: Alumni (10), Racing (9), Boca Juniors (6), Lomas Athletic (5), Huracán (4), Belgrano Athletic e San Lorenzo de Almagro (3), Estudiantil Porteño, Independente e Porteño (2), Estudiantes de La Plata, Gimnasia y Esgrima La Plata, Lomas Academy, Old Caledonians, Quilmes, River Plate, Saint Andrew´s, Sportivo Barracas e Sportivo Dock Sud (1).
Desde que o futebol se profissionalizou em 1931 e até a temporada 2024, foram disputadas 95 temporadas, com um total de 139 campeonatos nacionais que foram conquistados por 17 clubes: River Plate (37), Boca Juniors (29), Independiente (14), San Lorenzo de Almagro (12), Vélez Sarsfield (11), Racing (9), Newell's Old Boys (6), Estudiantes de La Plata (5), Rosario Central (4), Argentinos Juniors (3), Ferro Carril Oeste e Lanús ( 2), Arsenal, Banfield, Chacarita Juniors, Huracán e Quilmes (1).

### O Superclássico
Boca Juniors e River Plate ocupam um lugar especial devido, principalmente, à quantidade de títulos ganhados entre ambos (quase a metade) e à ampla popularidade de ambos em todo o país, concentrando 73% do total dos simpatizantes de futebol. A rivalidade entre Boca Juniors e River Plate se originou pelo fato de originarem-se ambos no mesmo bairro de La Boca, em Buenos Aires, e reconhecerem ambos uma identidade genovesa; com o tempo, River Plate tendeu a ter mais simpatizantes na classe média e alta, enquanto que Boca Juniors os têm em maior proporção na classe operária e os setores mais pobres.
O chamado superclássico do futebol argentino é considerado um dos cinquenta espetáculos esportivos mais importantes do mundo.